# Berghem, Marks kommun
Berghem är en tätort i Marks kommun i Västra Götalands län. Tätorten är belägen cirka 35 kilometer sydväst om Borås, cirka 45 kilometer nordost om Varberg och cirka 45 kilometer sydost om Göteborg. Berghem ligger i Viskans dalgång längs riksväg 41.

## Historia
Berghem har haft en järnvägsstation med fem spår, det fanns även en stor affär nere bredvid järnvägsstationen där man sålde livsmedel. Berghem har haft en ishockeyklubb som hette Berghems IK. Denna klubb höll till vid Isdammen som vid denna tid hade sarg. 
Berghem har haft flera affärer genom tiderna, den senaste lades ner 2007. En bensinmack och verkstad finns i byn. Dock är macken på väg att tas bort men verkstaden kommer förmodligen att finnas kvar.

### Befolkningsutveckling
| Befolkningsutvecklingen i Berghem 1970–2020 | Befolkningsutvecklingen i Berghem 1970–2020 | Befolkningsutvecklingen i Berghem 1970–2020 | Befolkningsutvecklingen i Berghem 1970–2020 | Befolkningsutvecklingen i Berghem 1970–2020 |
| ------------------------------------------- | ------------------------------------------- | ------------------------------------------- | ------------------------------------------- | ------------------------------------------- |
|                                             |                                             |                                             |                                             |                                             |
| År                                          |                                             |                                             | Folkmängd                                   | Areal (ha)                                  |
| 1970                                        | 1970                                        |                                             | 257                                         |                                             |
| 1975                                        | 1975                                        |                                             | 320                                         |                                             |
| 1980                                        | 1980                                        |                                             | 407                                         |                                             |
| 1990                                        | 1990                                        |                                             | 389                                         | 77                                          |
| 1995                                        | 1995                                        |                                             | 376                                         | 78                                          |
| 2000                                        | 2000                                        |                                             | 379                                         | 78                                          |
| 2005                                        | 2005                                        |                                             | 367                                         | 79                                          |
| 2010                                        | 2010                                        |                                             | 360                                         | 79                                          |
| 2015                                        | 2015                                        |                                             | 369                                         | 84                                          |
| 2020                                        | 2020                                        |                                             | 381                                         | 85                                          |
| Anm.: Ny tätort 1970                        |                                             |                                             |                                             |                                             |

## Samhället
I Berghem finns Berghems kyrka. Fram till 2010 fanns Berghemsskolan, en F-6 skola.